# Château Anquetil
Pour les articles homonymes, voir Anquetil.

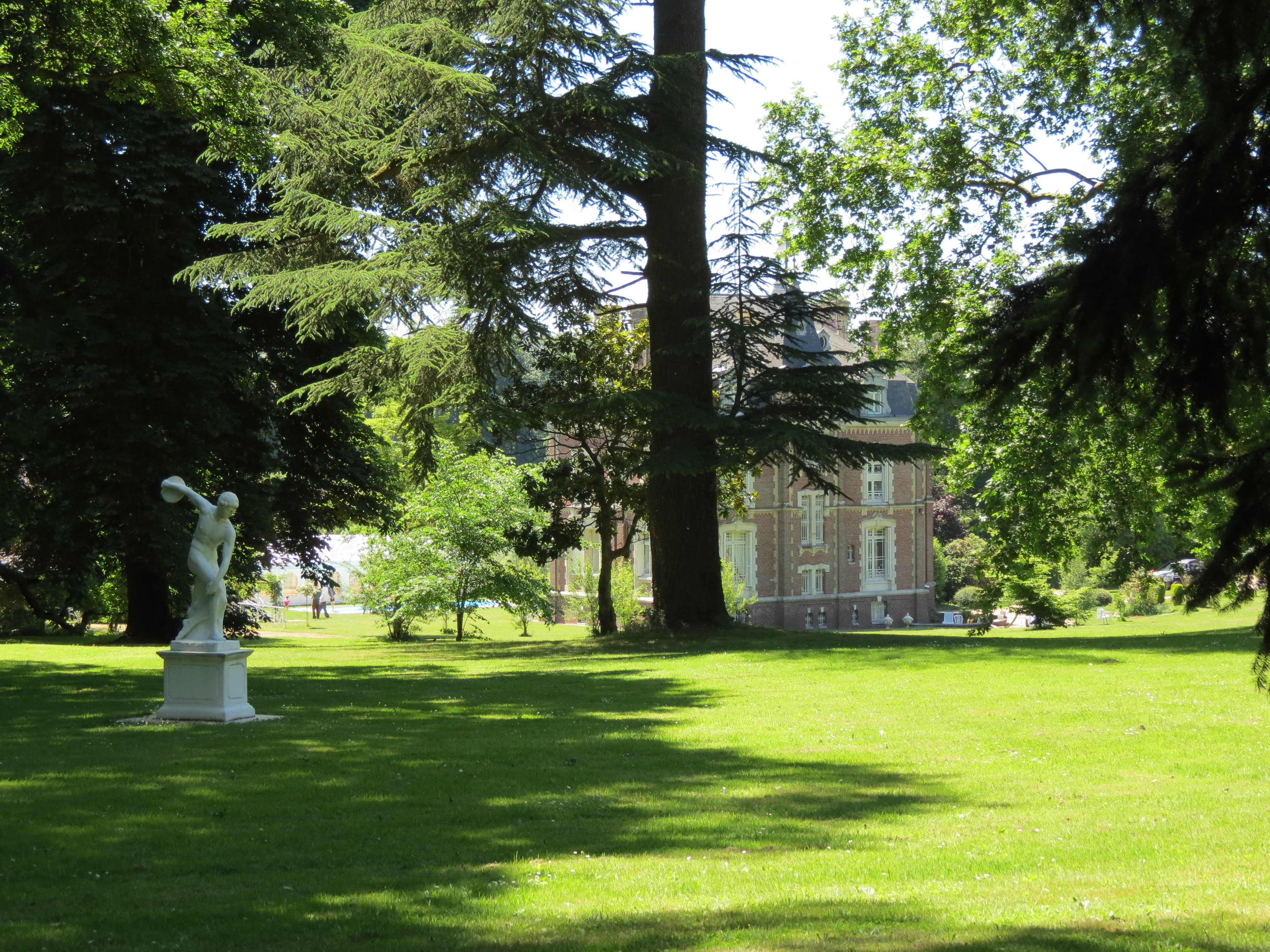
Le château entouré de son parc.

Le château Anquetil ou château des Elfes est un château du XIXe siècle situé au sud-est du centre-bourg sur la commune de La Neuville-Chant-d'Oisel dans la Seine-Maritime, en Normandie.

## Historique
La forêt de Longboël, devenu bien national à la Révolution, Jules Maupassant (1795-1875), entreposeur de tabac à Rouen, acquiert le 10 décembre 1833 un domaine de 130 hectares. Il y fait construire deux ans plus tard une maison à l'italienne.
De nombreux artistes y ont séjourné parmi lesquels son petit fils Guy de Maupassant et Gustave Flaubert.
Louis Le Poittevin, peintre et cousin de Guy de Maupassant, rachète le domaine en 1869. Il est vendu le 19 septembre 1872 à M. Lenepveu-Decaux. L'architecte Émile Janet transforme alors la demeure en 1874. Il construit un second étage et une aile.
Paul Lenepveu vend le domaine le 28 juin 1924 à Jacques Wattebled. Jacques Anquetil (1934-1987), coureur cycliste, l'acquiert en 1961 et s'y installe à partir de 1969. Le château est alors renommé « château des Elfes ».
Le château est aujourd'hui utilisé comme gîte et chambres d'hôtes.